# Algansea monticola
Algansea monticola är en fiskart som beskrevs av Barbour och Contreras-balderas, 1968. Algansea monticola ingår i släktet Algansea och familjen karpfiskar. Inga underarter finns listade i Catalogue of Life.